# Ceccano
Ceccano é uma comuna italiana da região do Lácio, província de Frosinone, com cerca de 22.231 habitantes. Estende-se por uma área de 60 km², tendo uma densidade populacional de 371 hab/km². Faz fronteira com Arnara, Castro dei Volsci, Frosinone, Giuliano di Roma, Patrica, Pofi, Villa Santo Stefano.
Durante o período romano, era conhecida como Fabratéria Velha (em latim: Fabrateria Vetus).

## Demografia
| Variação demográfica do município entre 1861 e 2011                               |
|                                                                                   |
| Fonte: Istituto Nazionale di Statistica (ISTAT) - Elaboração gráfica da Wikipedia |